# Уильямсон (округ, Теннесси)
Округ Уильямсон (англ. Williamson County) располагается в штате Теннесси, США. Официально образован в 1799 году. По состоянию на 2012 год, численность населения составляла 192 911 человек.

## География
По данным Бюро переписи США, общая площадь округа равняется 1512,562 км2, из которых 1509,972 км2 — суша, и 1,200 км2, или 0,160 % — это водоёмы.

## Население
По данным переписи населения 2010 года в округе проживает 183 182 жителя в составе 44 725 домашних хозяйств и 35 780 семей. Плотность населения составляет 84,00 человека на км2. На территории округа насчитывается 47 005 жилых строений, при плотности застройки около 31,00-го строения на км2. Расовый состав населения: белые — 91,55 %, афроамериканцы — 5,18 %, коренные американцы (индейцы) — 0,20 %, азиаты — 1,25 %, гавайцы — 0,03 %, представители других рас — 0,97 %, представители двух или более рас — 0,82 %. Испаноязычные составляли 2,52 % населения независимо от расы.
В составе 2 000,00 % из общего числа домашних хозяйств проживают дети в возрасте до 18 лет, 18,00 % домашних хозяйств представляют собой супружеские пары, проживающие вместе, 69,80 % домашних хозяйств представляют собой одиноких женщин без супруга, 7,80 % домашних хозяйств не имеют отношения к семьям, 16,60 % домашних хозяйств состоят из одного человека, 4,50 % домашних хозяйств состоят из престарелых (65 лет и старше), проживающих в одиночестве. Средний размер домашнего хозяйства составляет 2,81 человека, и средний размер семьи — 3,18 человека.
Возрастной состав округа: 29,50 % — моложе 18 лет, 6,20 % — от 18 до 24, 31,60 % — от 25 до 44, 24,90 % — от 45 до 64, и 24,90 % — от 65 и старше. Средний возраст жителя округа — 36 лет. На каждые 100 женщин приходится 97,00 мужчин. На каждые 100 женщин старше 18 лет приходится 93,70 мужчин.
Средний доход на домохозяйство в округе составлял 88 316 USD, на семью — 101 444 USD. Среднестатистический заработок мужчины был 0 USD против 0 USD для женщины. Доход на душу населения составлял 2 008 USD. Около 3,50 % семей и 4,70 % общего населения находились ниже черты бедности, в том числе — 5,40 % молодежи (тех, кому ещё не исполнилось 18 лет) и 8,90 % тех, кому было уже больше 65 лет.